# Torre de la Tomasa
La Torre de la Tomasa és un mas situat al municipi de la Portella, a la comarca catalana del Segrià. Es troba a la vora de Lo Regueret i el Reguer Gran.